# Комет
Коме́т (дав.-гр. Κομήτης; ім'я означає «той, хто має довге волосся») — персонаж давньогрецької міфології, син Сфенела, возниці аргоського царя Діомеда. Під час перебування останнього на Троянській війні спокусив його дружину Егіалею. Подружня зрада її була або наслідком інтриги Навплія, що мстив Діомеду за смерть свого сина Паламеда, або помстою Афродіти за поранення правої руки, яке наніс їй Діомед під Троєю. 